# 構成要件
構成要件（德語：Tatbestand），或稱事實，是法律上的一個重要概念。
現今大陸法系刑法以三階層論作為評價犯罪成立與否的通說，而「構成要件」正是其第一階層，用以判斷犯罪行為人是否滿足法律規定的不法形式表徵，來確定是否對法益造成攻擊的狀態，因此又稱為構成要件該當性。一旦構成要件該當，接著就會往違法性與罪責階層檢驗；假使全部階層要素皆滿足，犯罪始告成立。

## 構成要件要素
三階層論將構成要件區分成「主觀」與「客觀」兩種，前者指行為人內心的意思活動，後者則是指外在的事實狀態。

### 主觀構成要件
在一般故意犯罪當中，行為人的主觀構成要件是指犯罪故意，即對於構成犯罪的客觀事實有所認知、並且有意使其發生，或至少發生不違背本意，稱作「知與欲」。根據意欲的程度，尚可再區分成「直接故意」與「間接故意」。
在某些特定的犯罪中，還會有「意圖」要素的要求。意圖與故意並非同一概念，意圖僅是指特定的犯罪心態或動機，無須對客觀事實有所認識。

### 客觀構成要件
三階層論當中的客觀構成要件要素有以下六項：
1. 行為主體
2. 行為客體
3. 行為
4. 行為情狀
5. 行為結果
6. 因果關係與客觀歸責（德语：Objektive Zurechnung）。

前三者為所有犯罪成立的必要條件，後三者則僅存在於某些特定犯罪，例如結果犯才有所謂行為結果與因果關係之要求。